# アンディ・テナント

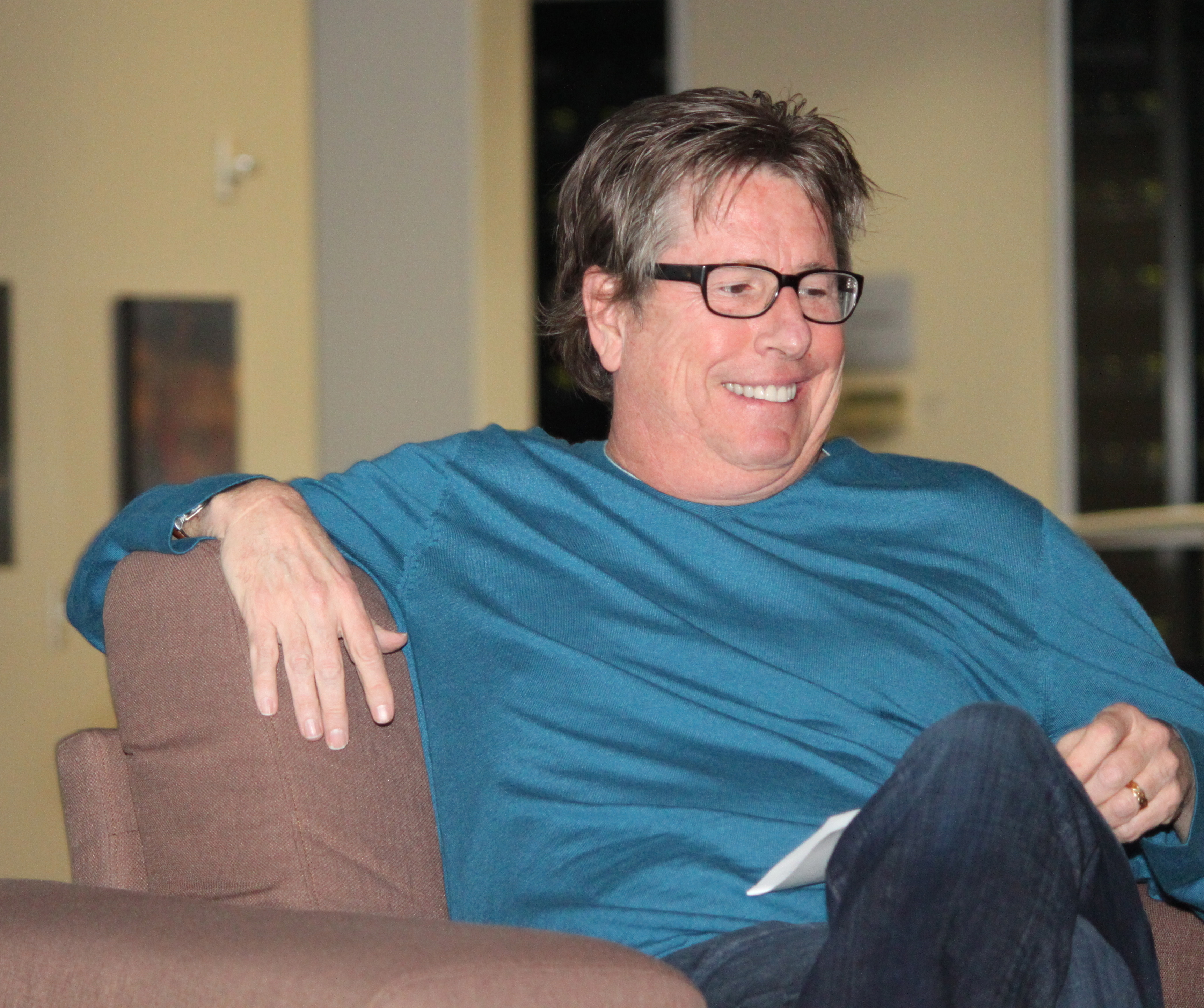
アンディ・テナント

アンディ・テナント（Andy Tennant、1955年 - ）はアメリカ合衆国の映画監督である。

## 略歴
イリノイ州シカゴ出身。南カリフォルニア大学で学んだ。もともとダンサーだったが脚本家に転身、その後監督となった。

## 主な監督作品
- 『プワゾンの香り』 The Amy Fisher Story（1993）テレビ映画
- 『ひとりっ娘2〔ひとりっこのじじょう〕』 It Takes Two（1995）
- 『愛さずにはいられない』 Fools Rush In（1996）
- 『エバー・アフター』 Ever After（1998）
- 『アンナと王様』 Anna and the King（1999）
- 『メラニーは行く!』 Sweet Home Alabama（2002）
- 『最後の恋のはじめ方』 Hitch（2005）
- 『フールズ・ゴールド/カリブ海に沈んだ恋の宝石』 Fool's Gold（2008）
- 『バウンティー・ハンター』 The Bounty Hunter（2010）
- 『ザ・シークレット: デア・トゥー・ドリーム』 The Secret: Dare to Dream（2020）兼脚本